# Третій Московський процес
Третій Московський процес, «Правотроцькістського блоку» процес 1938 — показовий судовий процес, що відбувся 2—13 березня 1938 в Москві.
Усього було засуджено 21 особу, у тому числі колишнього головного редактора газети «Правда» М. Бухаріна, колишнього голову РНК СРСР, а перед арештом — наркома зв'язку СРСР О. Рикова, колишнього наркома внутрішніх справ СРСР Г. Ягоду, колишнього 1-го заступника наркома закордонних справ СРСР М. Крестинського, колишнього наркома землеробства СРСР М. Чернова, колишнього наркома фінансів СРСР Г. Гринька, колишнього наркома зовнішньої торгівлі СРСР А. Розенгольца, колишнього 1-го секретаря ЦК КП(б) Узбекистану А. Ікрамова, колишнього голову РНК Узбецької РСР Ф. Ходжаєва, колишнього 1-го секретаря ЦК КП(б) Білорусі В. Шаранговича, лікарів Л. Левіна і Д. Плетньова, секретаря НКВС СРСР П. Буланова, колишнього секретаря письменника Максима Горького, директора музею ім. Максима Горького П. Крючкова та ін. За цією самою справою було заарештовано колишнього голову РНК УСРР (1919—23) Х. Раковського, до арешту — начальника управління наркомату охорони здоров'я РСФРР. Ще 1936 було вперше оголошено про те, що розпочато слідство проти М. Бухаріна, О. Рикова і колишнього лідера профспілок в СРСР М. Томського. Останній покінчив життя самогубством, а проти двох попередніх слідство офіційно припинили у вересні 1936. Насправді за М. Бухаріним і О. Риковим було встановлено посилений нагляд. Із таборів і заслання до Москви етапували багатьох їхніх колишніх соратників по внутрішньопартійній боротьбі. Невдовзі від окремих заарештованих були отримані свідчення про існування в СРСР терористичної організації правих під орудою М. Бухаріна і О. Рикова. У грудні 1936 питання про них було поставлене на пленумі ЦК ВКП(б), який ухвалив рішення відкласти це питання до наступного пленуму. На лютнево-березневому пленумі 1937 нарком внутрішніх справ СРСР М. Єжов заявив, що отримані вичерпні свідчення, які підтверджують «провину» М. Бухаріна і О. Рикова.
За пропозицією Й.Сталіна їх вивели зі складу ЦК ВКП(б) і того самого дня заарештували. У лютому 1938 прокурор СРСР А. Вишинський надіслав Й.Сталіну проект повідомлення в пресі про наступний відкритий судовий процес по справі М. Бухаріна, О. Рикова та ін. Й. Сталін вніс до проекту низку доповнень і змін, що зводилися до підкреслення особливої ролі М. Бухаріна і О. Рикова в керівництві заколотом. 28 лютого 1938 відредаговане повідомлення було оприлюднене в пресі. В обвинувальному висновкові учасників «дела» містились обвинувачення в організації вбивства С. Кірова і смерті В. Куйбишева, В. Менжинського, Максима Горького та його сина, а також у спробі отруїти М. Єжова. Крім цього, М. Бухаріну поставили у провину те, що 1918 він разом із лівими есерами і групою «лівих комуністів» намагався зірвати Брестський мирний договір РСФРР з державами Четверного союзу 3 березня 1918, заарештувати і вбити В. Леніна і Й. Сталіна та сформувати новий уряд. 18 учасників процесу були засуджені до смерті. Засуджені до позбавлення волі Д. Плетньов, Х. Раковський і С. Бессонов у вересні 1941 були розстріляні разом з в'язнями Орловської в'язниці. У зв'язку зі справою «правотроцькістського блоку» було здійснено велику кількість арештів, у тому числі в УРСР. К. Ікрамов, В. Шарангович, В. Іванов, Г. Гринько та І. Зеленський були офіційно реабілітовані 1957—59, М. Крестинський — 1963, решта (крім Г. Ягоди) — 1988.